# Cheeky Icy Thang
Cheeky Icy Thang – piosenka z pierwszego albumu studyjnego Metamorphic południowokoreańskiej grupy STAYC. Utwór został wydany jako główny singel 1 lipca 2024 roku przez High Up Entertainment.

## Historia wydania
3 czerwca 2024 roku High Up Entertainment ogłosiło, że 1 lipca grupa wyda swój pierwszy album studyjny zatytułowany Metamorphic. 16 czerwca ogłoszono listę utworów, a „Cheeky Icy Thang” został ogłoszony głównym singlem. 23 czerwca pojawił się zwiastun teledysku. Dwa kolejne zwiastuny zostały opublikowane 24 i 25 czerwca. Piosenka została wydana 1 lipca wraz z teledyskiem i albumem.

## Kompozycja
Utwór „Cheeky Icy Thang” został napisany przez B.E.P, Illson, On2popJeong Ha-ri (153/Joombas), Jeong Na-kyung (153/Joombas), Jiggy (153/Joombas). Kompozycją zajęli się B.E.P i Flyt, a aranżacją Rado i Flyt. Utwór został opisany jako synth-popowa piosenka z „funkowym rytmem shuffle”. Utwór „Cheeky Icy Thang” został skomponowany w tonacji D-dur, w tempie 131 uderzeń na minutę.

## Notowania
| Lista                     | Najwyższa pozycja wykres tygodniowy | Przy.  |
| ------------------------- | ----------------------------------- | ------ |
| Korea Południowa (Circle) | 118                                 | [ 10 ] |

## Nagrody
Programy muzyczne
| Rok  | Data     | Stacja telewizyjna | Program    | Przy.  |
| ---- | -------- | ------------------ | ---------- | ------ |
| 2024 | 12 lipca | KBS2               | Music Bank | [ 11 ] |